# Coat of Arms
Coat of Arms is het zesde studioalbum van de Zweedse heavymetalband Sabaton. Vrijwel elk nummer gaat over een gebeurtenis in een bepaalde oorlog, of een soortgelijke situatie, zoals Wehrmacht, over de Tweede Wereldoorlog en de vijf jaren ervoor.

## Tracklist
1. "Coat of Arms" - Een nummer over de Grieks-Italiaanse Oorlog
2. "Midway" - Een nummer over de slag bij Midway
3. "Uprising" - Een nummer over de opstand van Warschau
4. "Screaming Eagles" - Een nummer over de 101e Luchtlandingsdivisie en de slag om Bastenaken
5. "The Final Solution"- Een nummer over de Holocaust
6. "Aces in Exile" - Een nummer over de buitenlandse piloten in de slag om Engeland
7. "Saboteurs" - Een nummer over Operatie Freshman
8. "Wehrmacht" - Een nummer over de Wehrmacht
9. "White Death" - Een nummer over Simo Häyhä
10. "Metal Ripper" - Een eerbetoon aan Metal, opgebouwd uit delen van andere bekende nummers

## Band
- Joakim Brodén - zanger
- Rickard Sundén - gitaar
- Oskar Montelius - gitaar
- Pär Sundström - bassist
- Daniel Mullback - drummer
- Daniel Mÿhr - toetsenist